# Решетнёвские чтения
Решетнёвские чте́ния — международная научно-практическая конференция, проводимая Сибирским государственным аэрокосмическим университетом, АО «Информационные спутниковые системы» и АО «Красноярский машиностроительный завод». Участие в проведении конференции принимают Красноярский научный центр СО РАН, Красноярский краевой фонд науки и ЦКБ «Геофизика». Мероприятие проводится по решению учёного совета № 2 от 26 февраля 1997 года каждый год 10 ноября — в день рождения советского конструктора-ракетчика Михаила Фёдоровича Решетнёва. Мероприятие посвящено памяти названного руководителя железногорской площадки № 2, ныне — ОАО ИСС. Участие в конференции принимают специалисты предприятий аэрокосмической отрасли, научные сотрудники и преподаватели, а также соискатели учёных степеней и студенты российских и зарубежных вузов.

## История
Решетнёвские чтения замышлялись как мероприятие, посвящённое памяти знаменитого советского и российского конструктора Михаила Решетнёва, скончавшегося в 1996 году. В феврале 1997 года учёный совет СибГАУ принял решение провести первую конференцию 10 ноября 1997 года. I-ая, II-ая, III-я и IV-ая конференции проводились исключительно для студентов, аспирантов, молодых преподавателей и специалистов в области аэрокосмической техники. По сути мероприятие представляло собой закрытую конференцию узкой тематики, причём исключительно на региональном уровне.
Начиная с V-ой конференции происходит существенное расширение как тематики конференции, так и состава участников. Впервые в 2001-2003 годы в Решетнёвских чтениях стали принимать участие видные учёные Красноярского края и других регионов России. Проведение НПК в это время совпало с проведением Сибирского аэрокосмического салона, что также повысило интерес общественности и науки к мероприятию.
В 2004 году (VIII-ая конференция) формат чтений был снова изменён оргкомитетом. Во-первых, было принято решение привлечь к участию в конференции более широкий круг лиц, среди которых не только представители российских предприятий и вузов, но и представители ближнего и дальнего зарубежья. Такое расширение привело к тому, что в 2005 году конференция была объявлена международной. Во-вторых, тематика конференции становится ещё шире, но по-прежнему охватывает самые насущные проблемы аэрокосмической отрасли в мировом масштабе. Среди главных проблем выделялись такие как проектирование летательных аппаратов, двигатели КА, СУ, космическая навигация и связь, инновационные технологии в производстве продукции авиакосмической отрасли, новые математические методы моделирования, эксплуатация и испытание техники, трансформируемые конструкции КА, организационно-экономические проблемы отрасли и подготовка кадров. На момент создания Решетнёвских чтений работало 5 секций, в 2004 их число возросло вдвое, в 2008 — почти вчетверо, на 2012 год существует 22 секции.
С 2000-х и по настоящее время работа докладчиков становится не только теоретической, но и практической. Выступления многих участников конференций, таких как Александр Лазуткин (работа над темой «Современное состояние и перспективы развития космонавтики»), Владимир Халиманович («Основные направления совершенствования экспериментальной отработки космических аппаратов»), Владимир Клешков («Утилизация ракетно-космической техники») и Валерий Владимиров («Дистанционное зондирование земли в практической жизни»), получили высокую оценку в научном сообществе и нашли своё практическое применение в различных организациях. Особенно это касается навигации и связи.

## Участники
Основными участниками конференции являются сотрудники аэрокосмического университета, предприятий Красноярска и Железногорска, научные работники КНЦ СО РАН и его институтов, аспиранты и докторанты, студенты российских и зарубежных вузов. Вместе с расширением структуры чтений произошло и расширения круга допускаемых участников.
До 2004 года, по данным оргкомитета, активное участие в конференции принимают именно красноярцы, что было связано с небольшой известностью конференции за пределами края. Основные участники — сотрудники ОАО ИСС, Красмаша, «Красноярских авиалиний». Среди представителей академической и вузовской науки — сотрудники Института физики им. Л. В. Киренского СО РАН, Института вычислительного моделирования, КГУ, КГТУ, КГАЦМиЗ. Иногородние участники, принимавшие очное участие в конференциях, — участники из МАИ, МГТУ им. Н. Э. Баумана, БГТУ им. Д. Ф. Устинова, ГУАП, ПВИРВ им. В. И. Чуйкова, ПГТУ, ПГУ, ТПУ, ТГУ, ТУСУР, ИрГУ, КГТУ им. А. Н. Туполева, РГАТУ им. П. А. Соловьёва, СГАУ им. С. П. Королёва, УГАТУ, АмГУ, СВИ РВ и другие.

## Секции
На данный момент в структуру Решетнёвских чтений включено 22 секции. В огркомитет каждой секции входят сотрудники СибГАУ, учёные, работающие в области космической техники, авиации и экономики, руководители подразделений базовых предприятий, политики Красноярска.
| Номер секции | Название                                                                                  | Состав оргкомитета                                                                                          |
| ------------ | ----------------------------------------------------------------------------------------- | --- |
| 1            | Проектирование и производство летательных аппаратов, космические исследования и проекты   | Михеев А. Е., Терёхин Н. А., Фаворский В. С., Шатров А. К.                                                  |
| 2            | Крупногабаритные трансформируемые конструкции КА                                          | Двирный В. В., Ильиных В. В., Овечкин Г. И., Халиманович В. И.,                                             |
| 3            | Ракетно-космические двигатели, энергетические установки и системы терморегулирования ЛА   | Ермошкин Ю. М., Зуев А. А., Кишкин А. А., Назаров В. П., Пекарский А. В., Тиунов А. Н.                      |
| 4            | Системы управления, космическая навигация и связь                                         | Кудряшов В. С., Лелеков А. Т., Лукьяненко М. В.                                                             |
| 5            | Использование космических средств и технологий для мониторинга окружающей природной среды | Владимиров В. М., Миронов В. Л., Охоткина Е. А.                                                             |
| 6            | Механика специальных систем                                                               | Ереско С. П., Сапожников В. Г., Усаков В. И.                                                                |
| 7            | Испытания ракетно-космической техники                                                     | Клешков В. М., Крылывец А.Н., Михалкин В. М., Самотик В. Н., Филиппов В. А., Яцуненко В. Г.                 |
| 8            | Эксплуатация и надёжность авиационной техники                                             | Бондаренко В. Г., Зосимов А. Г., Нартов Е. А., Шаймарданов Л. Г.                                            |
| 9            | Эксплуатация и ремонт ракетно-космической техники                                         | Илюшин Н. В., Колмыков А. П.                                                                                |
| 10           | Перспективные материалы и технологии в аэрокосмической отрасли                            | Лубнин М. А., Михнев М. М., Пашинов А. А., Ручкин Л. В., Скрипка А. В.                                      |
| 11           | Математические методы моделирования, управления и анализа данных                          | Герасимова В. Е., Демиденко Н. Д., Малышев О. В., Медведев А. В., Смирных В. Н.                             |
| 12           | Прикладная математика                                                                     | Кузнецов А. А., Мыльников А. Л., Сафонов К. В., Шайдуров В. В.                                              |
| 13           | Информационно-управляющие системы                                                         | Лаптенок В. Д., Потуремский И. В., Сержантова М. В.                                                         |
| 14           | Информационные системы и технологии                                                       | Богданов К. В., Кочура С. Г., Ноженкова Л. Ф., Фаворская М. Н.                                              |
| 15           | Методы и средства защиты информации                                                       | Золотарёв В. В., Маковецкий А. А., Ханов В. Х.                                                              |
| 16           | Наноматериалы и нанотехнологии в аэрокосмической отрасли                                  | Вайтузин О. П., Миронович В. В., Овчинников С. Г., Паршин А. С., Пчеляков О. П.                             |
| 17           | Организационно-экономические проблемы авиационно-космических комплексов                   | Бершацкий М., Воейкова О. Б., Ерыгин Ю. В., Зеленская Т. В., Матроницкий Д. А., Осипенко В. Б., Титов О. А. |
| 18           | Логистика в аэрокосмической отрасли                                                       | Белякова Е. В., Гаврилов А. Ф., Гильц Н. Е., Миронович В. Н., Титов З. Л.                                   |
| 19           | Инновационные технологии управления в аэрокосмическом комплексе                           | Зеленская Т. В., Новиков В. В., Подвербных О. Е., Самохвалова С. М.                                         |
| 20           | Малые космические аппараты                                                                | Жукова Е. С., Карцан И. Н., Косенко В. Е., Раевский В. А., Яковлев А. В.                                    |
| 21           | Повышение качества подготовки специалистов для авиакосмической отрасли                    | Гринберг Г. М., Ковалевич Т. Ф., Кукушкин С. Г., Курешов В. А.                                              |
| 22           | Научно-техническое творчество учащихся                                                    | Кольга В. В., Меркулов А. Б.                                                                                |

## Оргкомитет
| Сотрудник         | Должность/звание | Должность в оргкомитете  |
| ----------------- | --- | ------------------------ |
| Ковалёв И. В.     | Ректор СибГАУ | Председатель             |
| Курешов В. А.     | Проректор по развитию СибГАУ, профессор | Заместитель председателя |
| Логинов Ю. Ю.     | Проректор по научной и инновационной деятельности СибГАУ, профессор                                                                                   | Заместитель председателя |
| Халиманович В. И. | Заместитель генерального конструктора, директор Отраслевого центра Крупногабаритных трансформируемых механических систем (ОЦ КТМС) ОАО ИСС, профессор | Заместитель председателя |
| Лубнин М. А.      | Советник генерального директора по науке и технике ОАО Красмаш, профессор                                                                             | Заместитель председателя |
| Зеленков П. В.    | Начальник научно-исследовательского управления СибГАУ, доцент                                                                                         | Учёный секретарь         |
| Анаров М. Ж.      | Помощник председателя Национального космического агентства Республики Казахстан                                                                       | Член оргкомитета         |
| Бондаренко В. Г.  | Декан факультета гражданской авиации и таможенного дела СибГАУ                                                                                        | Член оргкомитета         |
| Вербенко Б. В.    | Проректор по общим вопросам и связям с общественностью СибГАУ                                                                                         | Член оргкомитета         |
| Владимиров В. М.  | Заместитель председателя Президиума КНЦ СО РАН | Член оргкомитета         |
| Ворошилова А. А.  | Проректор по международному сотрудничеству и дополнительному образованию СибГАУ                                                                       | Член оргкомитета         |
| Головенкин Е. Н.  | Начальник отдела, учёный секретарь НТС ОАО ИСС | Член оргкомитета         |
| Ерыгин Ю. В.      | Декан инженерно-экономического факультета СибГАУ | Член оргкомитета         |
| Иптышев А. А.     | Исполнительный директор КГАУ Красноярский краевой Фонд поддержки научной и научно-технической деятельности                                            | Член оргкомитета         |
| Кайчук Л. Н.      | Заместитель генерального директора, технический директор ОАО Красмаш                                                                                  | Член оргкомитета         |
| Кузнецов Е. В.    | Декан факультета машиноведения и мехатроники СибГАУ                                                                                                   | Член оргкомитета         |
| Лукьянова А. А.   | Проректор по учебной работе СибГАУ | Член оргкомитета         |
| Попов А. М.       | Директор института информатики и телекоммуникаций СибГАУ                                                                                              | Член оргкомитета         |
| Силин С. В.       | Начальник факультета военного обучения СибГАУ | Член оргкомитета         |
| Терёхин Н. А.     | Директор института космической техники СибГАУ | Член оргкомитета         |

| Сотрудник         | Должность/звание |
| ----------------- | --- |
| Асеев А. Л.       | Вице-президент РАН, председатель Президиума СО РАН, директор ИФП имени А. В. Ржанова СО РАН, академик РАН (Новосибирск, Россия) |
| Беляков Г. П.     | Советник Губернатора Красноярского края, ведущий профессор СибГАУ (Красноярск, Россия)                                          |
| Быков В. А.       | Президент нанотехнологического общества России, президент группы компаний НТ-МДТ (Москва, Россия)                               |
| Дегерменджи А. Г. | Директор института биофизики (ИБФ СО РАН), член-корреспондент РАН (Красноярск, Россия)                                          |
| Дегтерёв А. С.    | Генеральный директор, главный конструктор ФГУП ЦКБ Геофизика (Красноярск, Россия)                                               |
| Джимин Д.         | Вице-президент по науке Пекинского университета авиации и космонавтики (Пекин, КНР)                                             |
| Джураев И. И.     | Начальник ГУ МЧС по Красноярскому краю (Красноярск, Россия)                                                                     |
| Ковалёв И. В.     | Ректор СибГАУ, профессор (Красноярск, Россия)                                                                                   |
| Колмыков В. А.    | Генеральный директор ОАО Красмаш, профессор (Красноярск, Россия)                                                                |
| Краус И.          | Профессор Чешского технического университета (Прага, Чехия)                                                                     |
| Мусабаев Т. А.    | Председатель Национального космического агентства Республики Казахстан (Астана, Казахстан)                                      |
| Сыдыков Е. Б.     | Ректор Евразийского национального университета им. Л. Н. Гумилёва (Астана, Казахстан)                                           |
| Тестоедов Н. А.   | Генеральный конструктор и генеральный директор ОАО ИСС, профессор (Железногорск, Россия)                                        |
| Флук Х.-Р.        | Профессор Рурского университета (Бохум, Германия)                                                                               |
| Хартов В. В.      | Генеральный конструктор и генеральный директор ФГУП НПО имени С.А. Лавочкина (Химки, Россия)                                    |
| Черепащук А. М.   | Директор государственного астрономического института имени П. К. Штернберга МГУ, академик РАН (Москва, Россия)                  |
| Чун Л.            | Академик Китайской академии наук (Пекин, КНР)                                                                                   |
| Шабанов В. Ф.     | Председатель Президиума КНЦ СО РАН, академик РАН (Красноярск, Россия)                                                           |
| Шайдуров В. В.    | Директор института вычислительного моделирования (ИВМ СО РАН), член-корреспондент РАН (Красноярск, Россия)                      |
| Шилов А. Е.       | Заместитель руководителя Федерального космического агентства (Москва, Россия)                                                   |
| Яхно А.           | Профессор университета Гвадалахары (Гвадалахара, Мексика)                                                                       |